# Sulayman al-Mustaín
Sulayman al-Mustaín bi-L·lah (àrab: سليمان المستعين بالله, Sulaymān al-Mustaʿīn bi-Llāh) fou el cinquè califa omeia de Còrdova (1009-1010 i 1013-1016).